# Бардела (Кјети)
Бардела (итал. Bardella) је насеље у Италији у округу Кјети, региону Абруцо.
Према процени из 2011. у насељу је живело 177 становника. Насеље се налази на надморској висини од 113 м.